# Hatschekia mulli
Hatschekia mulli is een eenoogkreeftjessoort uit de familie van de Hatschekiidae. De wetenschappelijke naam van de soort is voor het eerst geldig gepubliceerd in 1851 door van Beneden.